# Hègira
L'hègira (de l'àrab هجرة, hijra, ‘exili’, ‘ruptura’, ‘separació’, ‘emigració’, també en el sentit de ‘ruptura de llaços’) va ser la sortida de Mahoma de la Meca cap a l'oasi de Yathrib, antic nom de Medina. Aquest fet marca el naixement oficial de la comunitat musulmana (umma). L'islam pren el primer dia de l'any lunar en què es va produir, el 16 de juliol del 622 com dia de l'inici del calendari musulmà.
Aquest esdeveniment va crear una ruptura fonamental amb la societat tal com era coneguda pels àrabs fins llavors. Mahoma va transformar un model social establert sobre els llaços de la sang (organització clànica), vers un model de comunitat de creients. En aquest nou model on tothom és germà, no és permès deixar en l'abandó el desproveït o el feble, com passava abans. Els clans poderosos de la Meca van fer el possible per eliminar aquesta nova proposició de societat que disminuïa el seu poder, però que era ben acceptada pels més febles.

## Història
Segons la tradició alcorànica, Mahoma i els seus diversos companys eren l'objecte de violències i de pressions per part dels comerciants de la Meca, el poder dels quals era criticat per la nova religió. Aquests últims temien perdre els ingressos obtinguts gràcies als pelegrins vinguts de tota la península Aràbiga per pregar els ídols del santuari de la Kaba.
Després d'haver marxat de la Meca cap a l'oasi de Taïf, a un centenar de kilòmetres al sud, Mahoma va rebre el suport de deixebles originaris de Medina, una altra ciutat-oasi situada a 400 quilòmetres al nord de la Meca.
El 23 de juny de 622, a Àqaba, els representants de Medina van signar amb el Profeta un pacte d'aliança i van acceptar acollir els seus deixebles provinents de la Meca, en total 70 persones. Poc després, el Profeta mateix es va decidir a fer el viatge cap a Medina amb un grup de fidels. La seva sortida de la Meca es va fer en secret i va marcar l'Hègira.
La data d'aquest esdeveniment va ser fixada al 16 de juliol pel califa Úmar ibn al-Khattab en el moment de l'elaboració del nou calendari musulmà.